# Driedaagse De Panne - Koksijde 2014
La Driedaagse De Panne - Koksijde 2014 (it.: Tre giorni di La Panne - Koksijde), trentottesima edizione della corsa, valida come prova del circuito UCI Europe Tour 2014 categoria 2.HC, si svolse in due tappe e due semitappe dal 1º al 3 aprile 2014 per un percorso di 531 km. Fu vinta dal belga Guillaume Van Keirsbulck, che terminò la gara in 11h38'16" alla media di 45,62 km/h.
Al traguardo di De Panne furono 108 i ciclisti che completarono la gara.

## Tappe
| Tappa  | Data      | Percorso                     | km    | Vincitore di tappa | Leader cl. generale      |
| ------ | --------- | ---------------------------- | ----- | ------------------ | ------------------------ |
| 1ª     | 1º aprile | De Panne > Zottegem          | 201   | Peter Sagan        | Peter Sagan              |
| 2ª     | 2 aprile  | Zottegem > Koksijde          | 206   | Sacha Modolo       | Gert Steegmans           |
| 3ª-1ª  | 3 aprile  | De Panne > De Panne          | 109,7 | Sacha Modolo       | Gert Steegmans           |
| 3ª-2ª  | 3 aprile  | De Panne (cron. individuale) | 14,3  | Maciej Bodnar      | Guillaume Van Keirsbulck |
| Totale | Totale    | Totale                       | 531   |                    |                          |

## Squadre partecipanti
| N.      | Cod. | Squadra                      |
| ------- | ---- | ---------------------------- |
| 1-8     | OPQ  | Omega Pharma-Quickstep       |
| 11-18   | CAN  | Cannondale Pro Cycling       |
| 21-28   | LTB  | Lotto-Belisol Team           |
| 31-38   | AST  | Astana Pro Team              |
| 41-48   | FDJ  | FDJ.fr                       |
| 51-58   | LAM  | Lampre-Merida                |
| 61-68   | OGE  | Orica-GreenEDGE              |
| 71-78   | EUC  | Team Europcar                |
| 81-88   | GIA  | Team Giant-Shimano           |
| 91-98   | KAT  | Katusha Team                 |
| 101-108 | AND  | Androni Giocattoli-Venezuela |

| N.      | Cod. | Squadra                         |
| ------- | ---- | ------------------------------- |
| 111-118 | BAR  | Bardiani Valvole-CSF Inox       |
| 121-128 | CJR  | Caja Rural-Seguros RGA          |
| 131-138 | MTN  | MTN-Qhubeka                     |
| 141-148 | TNE  | Team NetApp-Endura              |
| 151-158 | TSV  | Topsport Vlaanderen-Baloise     |
| 161-168 | UHC  | UnitedHealthcare Pro Cycling T. |
| 171-178 | WGG  | Wanty-Groupe Gobert             |
| 181-188 | NRI  | Neri Sottoli                    |
| 191-198 | MMM  | Team 3M                         |
| 201-208 | VGS  | Vastgoedservice-Golden Palace   |
| 211-218 | VER  | Veranclassic-Doltcini           |

## Dettagli delle tappe

### 1ª tappa
- 1º aprile: De Panne > Zottegem – 201 km

Risultati
| Pos. | Corridore         | Squadra    | Tempo    |
| ---- | ----------------- | ---------- | -------- |
| 1    | Peter Sagan       | Cannondale | 4h29'39" |
| 2    | Oscar Gatto       | Cannondale | s.t.     |
| 3    | Kenneth Vanbilsen | Topsport   | s.t.     |

| Pos. | Corridore         | Squadra    | Tempo    |
| ---- | ----------------- | ---------- | -------- |
| 1    | Peter Sagan       | Cannondale | 4h29'29" |
| 2    | Oscar Gatto       | Cannondale | a 4"     |
| 3    | Kenneth Vanbilsen | Topsport   | a 6"     |

### 2ª tappa
- 2 aprile: Zottegem > Koksijde – 206 km

Risultati
| Pos. | Corridore          | Squadra | Tempo    |
| ---- | ------------------ | ------- | -------- |
| 1    | Sacha Modolo       | Lampre  | 4h28'15" |
| 2    | Arnaud Démare      | FDJ.fr  | s.t.     |
| 3    | Alexander Kristoff | Katusha | s.t.     |

| Pos. | Corridore         | Squadra      | Tempo    |
| ---- | ----------------- | ------------ | -------- |
| 1    | Gert Steegmans    | Omega Pharma | 8h57'45" |
| 2    | Oscar Gatto       | Cannondale   | a 1"     |
| 3    | Kenneth Vanbilsen | Topsport     | a 3"     |

### 3ª tappa - 1ª semitappa
- 3 aprile: De Panne > De Panne – 109,7 km

Risultati
| Pos. | Corridore        | Squadra | Tempo    |
| ---- | ---------------- | ------- | -------- |
| 1    | Sacha Modolo     | Lampre  | 2h22'20" |
| 2    | Andrea Guardini  | Astana  | s.t.     |
| 3    | Kenny van Hummel | Androni | s.t.     |

| Pos. | Corridore         | Squadra      | Tempo     |
| ---- | ----------------- | ------------ | --------- |
| 1    | Gert Steegmans    | Omega Pharma | 11h20'05" |
| 2    | Kenneth Vanbilsen | Topsport     | a 3"      |
| 3    | Niki Terpstra     | Omega Pharma | a 5"      |

### 3ª tappa - 2ª semitappa
- 3 aprile: De Panne – Cronometro individuale – 14,3 km

Risultati
| Pos. | Corridore     | Squadra    | Tempo  |
| ---- | ------------- | ---------- | ------ |
| 1    | Maciej Bodnar | Cannondale | 17'51" |
| 2    | Jan Bárta     | NetApp     | a 3"   |
| 3    | David Boucher | FDJ.fr     | a 6"   |

| Pos. | Corridore         | Squadra       | Tempo     |
| ---- | ----------------- | ------------- | --------- |
| 1    | G. Van Keirsbulck | Omega Pharma  | 11h38'16" |
| 2    | Luke Durbridge    | Orica-GreenE. | a 7"      |
| 3    | Gert Steegmans    | Omega Pharma  | a 8"      |

## Classifiche della corsa

### Classifica generale - Maglia bianca
| Pos. | Corridore          | Squadra         | Tempo     |
| ---- | ------------------ | --------------- | --------- |
| 1    | G. Van Keirsbulck  | Omega Pharma    | 11h38'16" |
| 2    | Luke Durbridge     | Orica-GreenE.   | a 7"      |
| 3    | Gert Steegmans     | Omega Pharma    | a 8"      |
| 4    | Niki Terpstra      | Omega Pharma    | a 15"     |
| 5    | Marcel Kittel      | Giant-Shimano   | a 21"     |
| 6    | Vincent Jérôme     | Europcar        | a 25"     |
| 7    | Mauro Finetto      | Neri Sottoli    | a 27"     |
| 8    | Alexander Kristoff | Katusha Team    | a 32"     |
| 9    | Rob Ruijgh         | Vastgoedservice | a 33"     |
| 10   | Aleksandr Porsev   | Katusha Team    | s.t.      |

### Classifica a punti - Maglia verde
| Pos. | Corridore          | Squadra       | Punti |
| ---- | ------------------ | ------------- | ----- |
| 1    | Sacha Modolo       | Lampre        | 30    |
| 2    | Kenneth Vanbilsen  | Topsport      | 30    |
| 3    | Alexander Kristoff | Katusha Team  | 20    |
| 4    | Gert Steegmans     | Omega Pharma  | 18    |
| 5    | Marcel Kittel      | Giant-Shimano | 15    |

### Classifica scalatori - Maglia rossa
| Pos. | Corridore            | Squadra  | Punti |
| ---- | -------------------- | -------- | ----- |
| 1    | Tim De Troyer        | Wanty    | 39    |
| 2    | Jay Robert Thomson   | MTN      | 31    |
| 3    | Stijn Steels         | Topsport | 22    |
| 4    | Marco Canola         | Bardiani | 16    |
| 5    | James Van Landschoot | Wanty    | 7     |

### Classifica sprint - Maglia azzurra
| Pos. | Corridore         | Squadra      | Punti |
| ---- | ----------------- | ------------ | ----- |
| 1    | Stijn Steels      | Topsport     | 9     |
| 2    | Gert Steegmans    | Omega Pharma | 9     |
| 3    | Niki Terpstra     | Omega Pharma | 4     |
| 4    | G. Van Keirsbulck | Omega Pharma | 3     |
| 5    | Yves Lampaert     | Topsport     | 2     |

### Classifica a squadre
| Pos. | Squadra                     | Tempo     |
| ---- | --------------------------- | --------- |
| 1    | Omega Pharma-Quickstep      | 34h55'27" |
| 2    | FDJ.fr                      | a 1'17"   |
| 3    | Topsport Vlaanderen-Baloise | a 1'36"   |
| 4    | Katusha Team                | a 3'32"   |
| 5    | Lampre-Merida               | a 4'02"   |